# Giải Sao Thổ cho thiết kế sản xuất xuất sắc nhất
Giải Sao Thổ cho thiết kế sản xuất xuất sắc nhất là một trong các giải thưởng thường niên do Viện Hàn lâm phim Khoa học viễn tưởng, Tưởng tượng và Kinh dị Hoa Kỳ trao tặng. Giải Sao Thổ, vốn là giải thưởng điện ảnh lâu đời nhất tri ân các thành tựu điện ảnh về khoa học viễn tưởng, kỳ ảo và kinh dị, đã thêm vào cơ cấu giải thưởng hạng mục Thiết kế sản xuất xuất sắc nhất bắt đầu từ lễ trao giải năm 2009.

## Giải thưởng và đề cử
"†" thể hiện phim điện ảnh giành chiến thắng Giải Oscars ở hạng mục tương tự.
"‡" thể hiện phim điện ảnh được đề cử Giải Oscars ở hạng mục tương tự.
| Năm       | Nhà thiết kế                     | Phim điện ảnh                              |
| --------- | -------------------------------- | ------------------------------------------ |
| 2009 (36) | Rick Carter và Robert Stromberg  | Avatar †                                   |
| 2009 (36) | Philip Ivey                      | Khu vực 9                                  |
| 2009 (36) | Stuart Craig                     | Harry Potter và Hoàng tử lai               |
| 2009 (36) | Sarah Greenwood                  | Sherlock Holmes ‡                          |
| 2009 (36) | Scott Chambliss                  | Star Trek                                  |
| 2009 (36) | Alex McDowell                    | Người hùng báo thù                         |
| 2010 (37) | Darren Gilford                   | Tron: Legacy                               |
| 2010 (37) | Robert Stromberg                 | Alice ở xứ sở thần tiên †                  |
| 2010 (37) | Kathy Altieri                    | Bí kíp luyện rồng                          |
| 2010 (37) | Guy Hendrix Dyas                 | Inception ‡                                |
| 2010 (37) | Dante Ferretti                   | Đảo kinh hoàng                             |
| 2010 (37) | Rick Heinrichs                   | Người sói                                  |
| 2011 (38) | Dante Ferretti                   | Hugo †                                     |
| 2011 (38) | Kim Sinclair                     | Những cuộc phiêu lưu của Tintin            |
| 2011 (38) | Rick Heinrichs                   | Captain America: Kẻ báo thù đầu tiên       |
| 2011 (38) | Stuart Craig                     | Harry Potter và Bảo bối Tử thần – Phần 2 ‡ |
| 2011 (38) | Tom Foden                        | Chiến binh bất tử                          |
| 2011 (38) | Bo Welch                         | Thor                                       |
| 2012 (39) | Dan Hennah                       | Người Hobbit: Hành trình vô định ‡         |
| 2012 (39) | Sarah Greenwood                  | Anna Karenina ‡                            |
| 2012 (39) | Hugh Bateup và Uli Hanisch       | Mây Atlas                                  |
| 2012 (39) | Rick Heinrichs                   | Lời nguyền bóng đêm                        |
| 2012 (39) | David Gropman                    | Cuộc đời của Pi ‡                          |
| 2012 (39) | Eve Stewart                      | Những người khốn khổ ‡                     |
| 2013 (40) | Dan Hennah                       | Người Hobbit: Đại chiến với rồng lửa       |
| 2013 (40) | Jan Roelfs                       | 47 Ronin                                   |
| 2013 (40) | Andy Nicholson                   | Cuộc chiến không trọng lực ‡               |
| 2013 (40) | Philip Messina                   | The Hunger Games: Bắt lửa                  |
| 2013 (40) | Robert Stromberg                 | Oz vĩ đại và quyền năng                    |
| 2013 (40) | Andrew Neskoromny và Carol Spier | Siêu đại chiến                             |
| 2014 (41) | Nathan Crowley                   | Hố đen tử thần ‡                           |
| 2014 (41) | Peter Wenham                     | Captain America 2: Chiến binh mùa đông     |
| 2014 (41) | James Chinlund                   | Sự khởi đầu của hành tinh khỉ              |
| 2014 (41) | Adam Stockhausen                 | The Grand Budapest Hotel †                 |
| 2014 (41) | Charles Wood                     | Vệ binh dải Ngân Hà                        |
| 2014 (41) | Dennis Gassner                   | Khu rừng cổ tích ‡                         |
| 2015 (42) | Thomas E. Sanders                | Lâu đài đẫm máu                            |
| 2015 (42) | Sabu Cyril                       | Sử thi Baahubali                           |
| 2015 (42) | Ed Verreaux                      | Thế giới khủng long                        |
| 2015 (42) | Colin Gibson                     | Max điên: Con đường tử thần †              |
| 2015 (42) | Rick Carter và Darren Gilford    | Star Wars: Thần lực thức tỉnh              |
| 2015 (42) | Scott Chambliss                  | Thế giới bí ẩn                             |
| 2016 (43) | Rick Carter và Robert Stromberg  | Chuyện chưa kể ở xứ sở khổng lồ            |
| 2016 (43) | Owen Paterson                    | Captain America: Nội chiến siêu anh hùng   |
| 2016 (43) | Charles Woods                    | Doctor Strange: Phù thủy tối thượng        |
| 2016 (43) | Stuart Craig                     | Sinh vật huyền bí và nơi tìm ra chúng ‡    |
| 2016 (43) | Guy Hendrix Dyas                 | Người du hành ‡                            |
| 2016 (43) | Doug Chiang và Neil Lamont       | Rogue One: Star Wars ngoại truyện          |
| 2017 (44) | Sarah Greenwood                  | Người đẹp và quái vật ‡                    |
| 2017 (44) | Hannah Beachler                  | Black Panther: Chiến binh Báo Đen          |
| 2017 (44) | Dennis Gassner                   | Tội phạm nhân bản 2049 ‡                   |
| 2017 (44) | Paul Denham Austerberry          | Người đẹp và thủy quái †                   |
| 2017 (44) | Rick Heinrichs                   | Star Wars: Jedi cuối cùng                  |
| 2017 (44) | Hugues Tissandier                | Valerian và thành phố ngàn hành tinh       |